# Агнесса Рохлицкая
Агнесса Рохлицкая (ум. 1195) — дочь маркграфа лужицкого Дедо III, супруга Бертольда IV.
В браке она носила титулы герцогини Меранской и графини Андекса. В 1186 году Бертольд сопровождал император Священной Римской империи Генрих VI в Сицилию. В 1189 году он возглавлял третье подразделение имперской армии и был её знаменосцем в третьем крестовом походе.
У Агнессы и Бертольда было девять детей: четыре сына и пять дочерей, три их которых стали королевами.
1. Оттон I (ум. 7 мая 1234, Безансон), с 1205 — герцог Меранский, с 1211 — пфальцграф Бургундии, 1228—1230 — маркграф Истрии, похоронен в замке Лангхайм; 1 брак — с 21 июня 1208 (Бамберг), Беатрис Бургундская († 7 мая 1231), дочь Оттона I Бургундского; 2 брак — София Ангальтская, дочь Генриха, герцога Асканийского († между 23 ноября 1273 и 5 января 1274)
2. Генрих II (ум. 18 июля 1228, Виндишград), 1205 — маркграф Истрии, в 1209—1211 находился вне закона, из-за обвинений в участия убийства короля Филиппа Швабского; брак — ок. 1207, София Ваксельбург († 28 февраля 1256), дочь графа Альберта Ваксельбургского
3. Экберт (ум. 6 июня 1237, Вена), 1234 — опекун герцога Оттона III, с 1192 — пробст церкви св. Гадольфа в Бамберге, с 1196 — пробст церкви в Туерстадте, с 1202 — в Бамберге, 1203—1237 — епископ Бамберга 1209—1211 — находился вне закона
4. Бертольд V (ум. 23 мая 1251), с 1212 — архиепископ Калокса, с 1218 — патриарх Аквилейский
5. Дочь; муж с 24 апреля 1190, представитель сербской династии Неманичей
6. Агнесса (ок. 1175 — 29 июля 1201, (Пуасси), 1196—1200 годах королева Франции; муж — с 1 июня 1196 Филипп Август, король Франции.
7. Гертруда (уб. 8 сентября 1213); муж с 1203 — Андраш II, король Венгрии († 21 сентября 1235 (Арпады)
8. Ядвига Силезская (1176/80 — 14 мая 1243) — аббатиса цистерцианского монастыря в Требнице, канонизирована 26 марта 1267; муж — Генрих I Бородатый, князь Силезии
9. Метшильда (Матильда) (ум. 1 декабря 1254), с 1254 — монахиня монастыря св. Теодора в Бамберге, с 1215 — аббатиса монастыря города Китцингена.

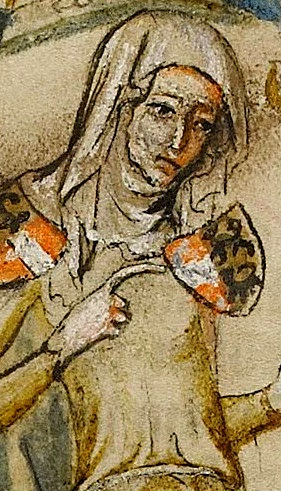
Агнесса Рохлицкая
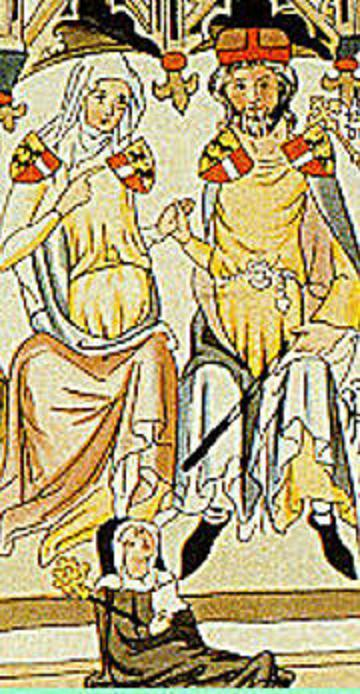
Бертольд Меранский и Агнесса Рохлицкая
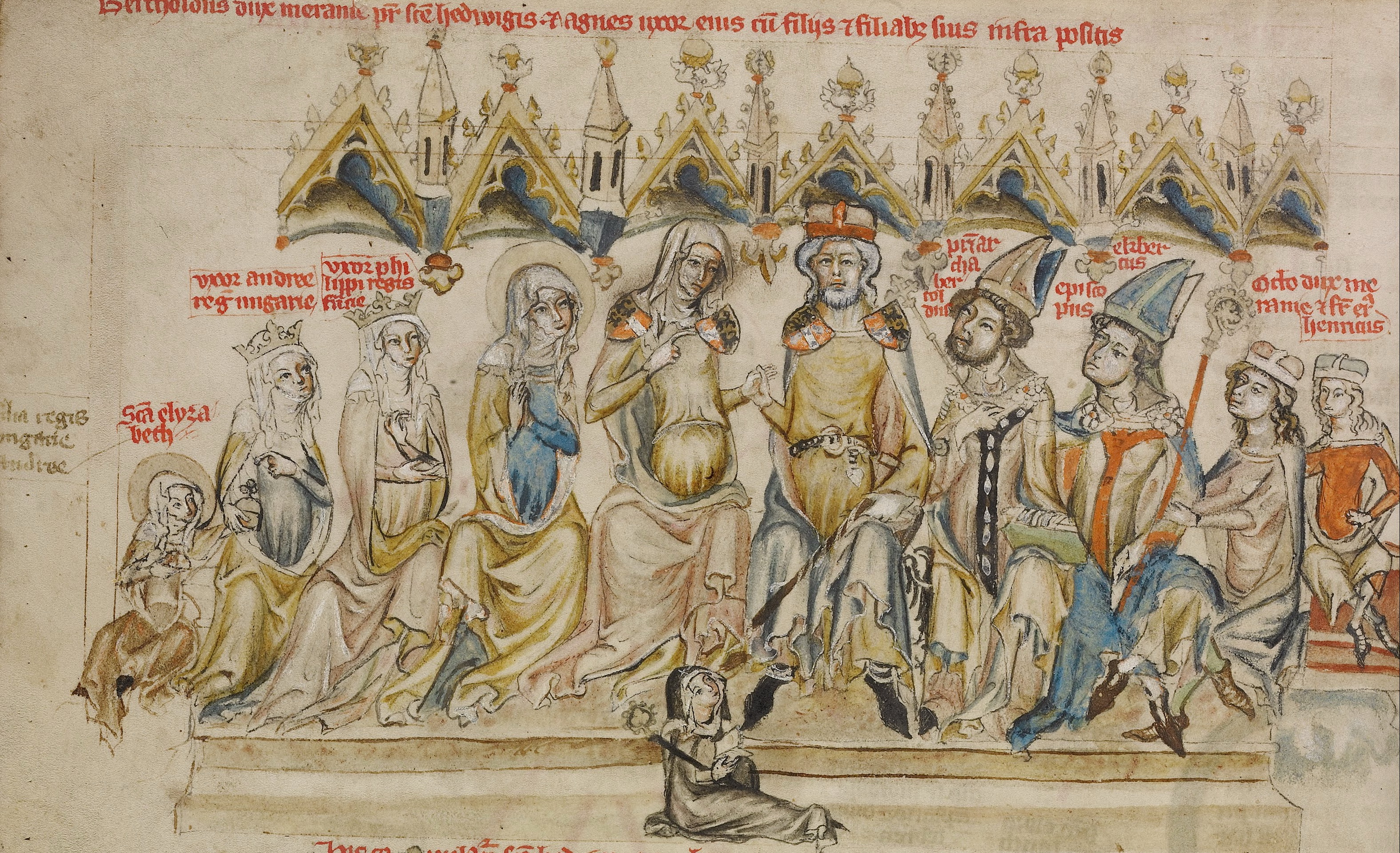
Семья Бертольда Меранского и Агнессы Рохлицкой